# Beryl Bernay
Beryl Bernay (2 de marzo de 1926 - 29 de marzo de 2020) fue presentadora de televisión infantil estadounidense, así como pintora, diseñadora de moda, actriz y antropóloga aficionada. 

## Biografía
Bernay nació como Beryl Bernstein el 2 de marzo de 1926 en Brooklyn, Nueva York. Sus padres eran inmigrantes rusos. Su padre trabajaba en la confección y su madre, Sade, vendía medias y enseñaba en un jardín de infantes. Su padre cambió el nombre de la familia a Berney cuando Beryl era una niña, pero Beryl cambió la ortografía a Bernay cuando llegó a la edad adulta.
Tomó clases de actuación con Uta Hagen y Herbert Berghof. Actuó en varios espectáculos, como la producción de 1955 de "La piel de nuestros dientes" de Thornton Wilder con Helen Hayes y Mary Martin en París.
Mientras estaba en París, fue al sur de Francia para tomar retratos de Marc Chagall y Pablo Picasso. Envió las fotos a Harper's Weekly, con un artículo que escribió y que fue publicado.
Bernay fue la fuerza creativa detrás de un programa de televisión para niños llamado "All Join Hands" en 1962 que funcionó hasta 1965. El programa fue producido por el Fondo de las Naciones Unidas para la Infancia. Ella y sus coanfitriones de marionetas narraron el espectáculo que exploraba países de todo el mundo. También ocupó diferentes trabajos en varias otras agencias de las Naciones Unidas.
En 1977, fue con Margaret Mead para ayudarla durante el último viaje de campo del famoso antropólogo a Bali. Sus fotografías de este viaje fueron exhibidas en el Museo de Historia Natural de Nueva York.

## Muerte
Bernay murió el 29 de marzo de 2020 de COVID-19 durante la pandemia de coronavirus 2019-2020 causada por el SARS-CoV-2, a la edad de 94 años en Manhattan, Nueva York.